# 臺中市議員選舉區
臺中市議員選舉區，臺中市共分為十六個選舉區，包含平地原住民與山地原住民選區，縣市合併直轄前，原臺中市有6個選舉區，臺中縣有10個選舉區(含原住民選舉區)，合併後選舉區範圍不變，但應選人數稍有更動。

## 市議員選舉區
- 臺中市第一選舉區:應選3名，大甲區、大安區、外埔區
- 臺中市第二選舉區:應選5名，清水區、梧棲區、沙鹿區
- 臺中市第三選舉區:應選5名，龍井區、大肚區、烏日區
- 臺中市第四選舉區:應選5名，豐原區、后里區
- 臺中市第五選舉區:應選6名，潭子區、大雅區、神岡區
- 臺中市第六選舉區:應選5名，西屯區
- 臺中市第七選舉區:應選4名，南屯區
- 臺中市第八選舉區:應選6名，北屯區
- 臺中市第九選舉區:應選3名，北區
- 臺中市第十選舉區:應選3名，中區、西區
- 臺中市第十一選舉區:應選4名，東區、南區
- 臺中市第十二選舉區:應選4名，太平區
- 臺中市第十三選舉區:應選6名，大里區、霧峰區
- 臺中市第十四選舉區:應選2名，石岡區、新社區、東勢區、和平區
- 臺中市第十五選舉區:應選1名，平地原住民選區
- 臺中市第十六選舉區:應選1名，山地原住民選區